# Список генералов Русской императорской армии на службе в РККА

## Полные генералы

### Генералы от инфантерии
1. Баланин, Дмитрий Васильевич (окончил Николаевскую академию Генерального штаба);

2. Балуев, Пётр Семенович (окончил Николаевскую академию Генерального штаба);

3. Белькович, Леонид Николаевич, (окончил Николаевскую академию Генерального штаба), добровольно вступил в РККА;

4. Васильев, Фёдор Николаевич (окончил Николаевскую академию Генерального штаба);

5. Войшин-Мурдас-Жилинский, Ипполит Паулинович, (окончил Николаевскую академию Генерального штаба), добровольно вступил в РККА;

6. Воронов, Николай Михайлович, (окончил Николаевскую академию Генерального штаба), добровольно вступил в РККА;

7. Данилов, Николай Александрович, (окончил Николаевскую академию Генерального штаба), добровольно вступил в РККА;

8. Долгов, Дмитрий Александрович, (окончил Николаевскую академию Генерального штаба), добровольно вступил в РККА;

9. Зайончковский, Андрей Медардович, (окончил Николаевскую академию Генерального штаба), добровольно вступил в РККА;

10. Клембовский, Владислав Наполеонович, (окончил Николаевскую академию Генерального штаба), добровольно вступил в РККА;

11. Михневич, Николай Петрович, (окончил Николаевскую академию Генерального штаба), добровольно вступил в РККА;

12. Олохов, Владимир Аполлонович (окончил Николаевскую академию Генерального штаба);

13. Поливанов, Алексей Андреевич (окончил Николаевскую академию Генерального штаба);

14. Усаковский, Евгений Евгениевич (окончил Николаевскую академию Генерального штаба);

15. Шуваев, Дмитрий Савельевич, (окончил Николаевскую академию Генерального штаба), добровольно вступил в РККА;

16. Лечицкий, Платон Алексеевич;

### Генералы от кавалерии
17. Литвинов, Александр Иванович (окончил Николаевскую академию Генерального штаба);

18. Цуриков, Афанасий Андреевич (окончил Николаевскую академию Генерального штаба);

19. Брусилов, Алексей Алексеевич;

### Генералы от артиллерии
20. Маниковский, Алексей Алексеевич (окончил Михайловскую артиллерийскую академию);

21. Кузьмин-Караваев, Дмитрий Дмитриевич, добровольно вступил в РККА;

22. Мехмандаров, Самед-бек Садых-бек оглы, служил в национальной армии Азербайджана, потом в РККА;

### Инженер-генерал
23. Величко, Константин Иванович (окончил Николаевскую инженерную академию);

## Генерал-лейтенанты

### Генерального штабагенерал-лейтенанты
24. Апухтин, Александр Николаевич;

25. Баиов, Константин Константинович, добровольно вступил в РККА;

26. Балтийский, Александр Алексеевич (Андреев), добровольно вступил в РККА;

27. Братанов, Василий Николаевич;

28. Бутович, Василий Васильевич;

29. Витковский, Василий Васильевич, добровольно вступил в РККА;

30. Геништа, Николай Иванович;

31. Глинский, Николай Сергеевич;

32. Гутор, Алексей Евгеньевич, добровольно вступил в РККА;

33. Дистерло, Николай Александрович, добровольно вступил в РККА;

34. Добрышин, Александр Фёдорович, добровольно вступил в РККА;

35. Добрышин, Филипп Николаевич, добровольно вступил в РККА;

36. Егорьев, Владимир Николаевич, добровольно вступил в РККА;

37. Захаров, Пётр Матвеевич;

38. Искрицкий, Евгений Андреевич, добровольно вступил в РККА;

39. Истомин, Николай Михайлович;

40. Каньшин, Пётр Павлович;

41. Карпов, Владимир Кириллович;

42. Козловский, Степан Станиславович, добровольно вступил в РККА;

43. Корольков, Георгий Карпович, добровольно вступил в РККА;

44. Корульский, Александр Николаевич, добровольно вступил в РККА;

45. Лео, Николай Николаевич, добровольно вступил в РККА;

46. Любомиров, Павел Петрович, добровольно вступил в РККА;

47. Максимов, Николай Сергеевич;

48. Надёжный, Дмитрий Николаевич, добровольно вступил в РККА;

49. Нестеровский, Александр Иванович, добровольно вступил в РККА;

50. Новиков Александр Васильевич, добровольно вступил в РККА;

51. Новицкий, Василий Фёдорович, добровольно вступил в РККА;

52. Огородников, Фёдор Евлампиевич, добровольно вступил в РККА;

53. Парский, Дмитрий Павлович, добровольно вступил в РККА;

54. Петрович, Сергей Георгиевич;

55. Подгурский, Фёдор Александрович, добровольно вступил в РККА;

56. Потапов, Николай Михайлович, добровольно вступил в РККА;

57. Родкевич, Николай Александрович;

58. Свяцкий, Владимир Николаевич, добровольно вступил в РККА;

59. Селивачёв, Владимир Иванович;

60. Сиверс, Николай Николаевич, добровольно вступил в РККА;

61. Снесарев, Андрей Евгеньевич, добровольно вступил в РККА;

62. Сухомлин, Семён Андреевич, добровольно вступил в РККА;

63. Таубе, Александр Александрович, добровольно вступил в РККА;

64. Телешов, Михаил Николаевич;

65. Тюлин, Михаил Степанович;

66. Фрейман, Александр Константинович, добровольно вступил в РККА;

67. Хамин, Николай Александрович, добровольно вступил в РККА;

68. Цихович, Януарий Казимирович, добровольно вступил в РККА;

69. Черкасов, Пётр Владимирович, добровольно вступил в РККА;

70. Шейдеман, Георгий Михайлович (Юрий);

71. Шейдеман, Сергей Михайлович, добровольно вступил в РККА;

72. Шульце, Николай Карлович;

73. Щёткин, Николай Осипович;

### Генерал-лейтенанты, окончившие Михайловскую артиллерийскую академию
74. Вахарловский, Всеволод Николаевич;

75. Забудский, Григорий Александрович;

76. Ипатьев, Владимир Николаевич;

77. Позоев, Леон Аветикович (Позоян);

78. Тихонравов, Константин Иванович;

79. Шульга, Николай Васильевич;

80. Якубинский, Пётр Васильевич;

### Генерал-лейтенанты, окончившие Николаевскую инженерную академию
81. Зубарев, Фёдор Иванович;

82. Кирпичёв, Нил Львович;

### Генерал-лейтенант, окончившийАлександровскую военно-юридическую академию
83. Корейво, Витольд-Чеслав Симфорианович;

### Генерал-лейтенанты старой армии
84. Багратион, Дмитрий Петрович;

85. Ватаци, Владимир Александрович;

86. Востросаблин, Александр Павлович;

87. Мокасей-Шибинский, Григорий Григорьевич;

88. Химец, Василий Александрович;

89. Челюсткин, Николай Михайлович;

90. Чернавин, Всеволод Владимирович, добровольно вступил в РККА;

91. Шихлинский, Али-Ага Исмаил-Ага оглы, служил в национальной армии Азербайджана, потом в РККА;

## Генерал-майоры

### Генерального штаба генерал-майоры
92. Адабаш, Михаил Алексеевич;

93. Акимов, Михаил Васильевич;

94. Александров А. К.;

95. Александров, Леонид Капитонович, добровольно вступил в РККА;

96. Алексеев, Михаил Павлович;

97. Алексеев, Яков Иванович, добровольно вступил в РККА;

98. Андронников, Александр Семёнович;

99. Анисимов Александр Иванович, добровольно вступил в РККА;

100. Артамонов, Николай Николаевич, служил в белых и национальных армиях;

101. Аузан, Андрей Иванович, добровольно вступил в РККА;

102. Афанасьев, Владимир Александрович, добровольно вступил в РККА;

103. Ахвердов, Иван Васильевич (Ахвердян), служил в белых и национальных армиях;

104. Барановский, Владимир Львович, добровольно вступил в РККА;

105. Бармин, Иван Александрович, добровольно вступил в РККА;

106. Барсуков, Евгений Захарович;

107. Безруков, Алексей Герасимович;

108. Белолипецкий, Валериан Ерофеевич;

109. Беляев, Александр Иванович, добровольно вступил в РККА;

110. Беляев, Николай Семёнович, добровольно вступил в РККА;

111. Боин, Матвей Илларионович;

112. Бонч-Бруевич, Михаил Дмитриевич, добровольно вступил в РККА;

113. Бородин, Матвей Илларионович;

114. Буймистров, Владимир Иванович, добровольно вступил в РККА;

115. Бурский, Павел Дмитриевич;

116. Васильев Михаил Николаевич;

117. Васильев, Николай Петрович;

118. Верховский, Александр Иванович;

119. Верховский, Сергей Иванович;

120. Вихирев, Александр Александрович, служил в белых и национальных армиях;

121. Волков, Сергей Матвеевич, добровольно вступил в РККА;

122. Габаев, Александр Георгиевич (Габашвили);

123. Гамченко, Евгений Спиридонович, служил в белых и национальных армиях;

124. Гатовский Владимир Николаевич, добровольно вступил в РККА;

125. Гегстрем, Евгений-Александр Элисович, добровольно вступил в РККА;

126. Герарди, Андрей Андреевич;

127. Головинский, Алексей Васильевич;

128. Гришинский, Алексей Самойлович, добровольно вступил в РККА;

129. Грудзинский, Михаил Цезаревич, добровольно вступил в РККА;

130. Гутор, Александр Евгеньевич;

131. Давыдов, Антоний Дмитриевич, добровольно вступил в РККА;

132. Дубинин, Роман Иванович, добровольно вступил в РККА;

133. Дягилев, Валентин Павлович, добровольно вступил в РККА;

134. Евреинов, Константин Леонидович, добровольно вступил в РККА;

135. Елизаров, Николай Степанович, добровольно вступил в РККА;

136. Жданко, Никодим Никодимович;

137. Жданов, Николай Александрович, добровольно вступил в РККА;

138. Жданов, Николай Николаевич, добровольно вступил в РККА;

139. Желенин, Макарий Александрович;

140. Заболотный, Аркадий Моисеевич;

141. Загю, Михаил Михайлович, добровольно вступил в РККА;

142. Зайченко, Захарий Иванович, добровольно вступил в РККА;

143. Иванов, Владимир Степанович;

144. Игнатьев, Алексей Алексеевич, добровольно вступил в РККА;

145. Изместьев, Пётр Иванович, добровольно вступил в РККА;

146. Иозефович, Феликс Доминикович, добровольно вступил в РККА;

147. Исаев, Иван Константинович;

148. Кабалов, Александр Иванович, добровольно вступил в РККА;

149. Кадомский, Дмитрий Петрович, добровольно вступил в РККА;

150. Кадошников, Андрей Фёдорович, добровольно вступил в РККА;

151. Каменский, Михаил Павлович, добровольно вступил в РККА;

152. Каменский, Сергей Николаевич, добровольно вступил в РККА;

153. Каратов-Караулов, Николай Александрович;

154. Карликов, Вячеслав Александрович, служил в белых и национальных армиях;

155. Кедрин, Владимир Иванович, служил в белых и национальных армиях;

156. Климович, Антон Карлович, добровольно вступил в РККА;

157. Кольшмидт, Виктор Брунович, добровольно вступил в РККА;

158. Корсун, Николай Георгиевич, добровольно вступил в РККА;

159. Костяев, Фёдор Васильевич, добровольно вступил в РККА;

160. Косяков, Виктор Антонович, добровольно вступил в РККА;

161. Кралоткнн, Дмитрий Алексеевич;

162. Крюгер, Александр Иванович, добровольно вступил в РККА;

163. Кусонский, Павел Михайлович, добровольно вступил в РККА;

164. Ладыженский, Гавриил Михайлович, добровольно вступил в РККА;

165. Лазарев, Борис Петрович, служил в белых и национальных армиях;

166. Лебедев, Дмитрий Капитонович, добровольно вступил в РККА;

167. Лебедев, Михаил Васильевич;

168. Лебедев, Павел Павлович, добровольно вступил в РККА;

169. Левитский, Вячеслав Иванович;

170. Ливадин, Георгий Владимирович;

171. Ливенцев, Николай Денисович, добровольно вступил в РККА;

172. Лигнау, Александр Георгиевич, служил в белых и национальных армиях;

173. Лукирский, Сергей Георгиевич, добровольно вступил в РККА;

174. Майдель, Владимир Николаевич, добровольно вступил в РККА;

175. Майдель, Игнатий Николаевич, добровольно вступил в РККА;

176. Максимовский, Николай Николаевич, добровольно вступил в РККА;

177. Мартынов, Евгений Иванович, добровольно вступил в РККА;

178. Мартынов, Константин Акимович, добровольно вступил в РККА;

179. Матьянов, Михаил Иванович;

180. Махров, Николай Семёнович, добровольно вступил в РККА;

181. Медер, Александр Арнольдович;

182. Мельников, Дмитрий Антонович, добровольно вступил в РККА;

183. Меницкий, Иосиф Болеславович-Иванович, добровольно вступил в РККА;

184. Меньчуков, Евгений Александрович;

185. Михайлов, Виктор Иванович, добровольно вступил в РККА;

186. Михеев, Виктор Степанович, добровольно вступил в РККА;

187. Михеев, Сергей Петрович, добровольно вступил в РККА;

188. Монфор, Евгений Орестович (де Монфор), добровольно вступил в РККА;

189. Мочульский, Александр Михайлович, добровольно вступил в РККА;

190. Муратов, Владимир Павлович, добровольно вступил в РККА;

191. Муханов, Александр Владимирович, добровольно вступил в РККА;

192. Мыслицкий, Николай Григорьевич, добровольно вступил в РККА;

193. Мясников, Василий Емельянович, служил в белых и национальных армиях;

194. Незнамов, Александр Александрович, добровольно вступил в РККА;

195. Никулин, Иван Андреевич, добровольно вступил в РККА;

196. Новаков, Евгений Иванович, добровольно вступил в РККА;

197. Новицкий, Фёдор Фёдорович, добровольно вступил в РККА;

198. Оболешев, Николай Николаевич, добровольно вступил в РККА;

199. Одинцов, Сергей Иванович, добровольно вступил в РККА;

200. Ольдерогге, Владимир Александрович, добровольно вступил в РККА;

201. Павлов, Никифор Дамианович, служил в белых и национальных армиях;

202. Панфилов, Пётр Петрович;

203. Певнев, Александр Леонтьевич, добровольно вступил в РККА;

204. Пестриков, Николай Сергеевич;

205. Петерс, Владимир Николаевич (Камнев), добровольно вступил в РККА;

206. Петерсон, Вольдемар-Александр Карлович, добровольно вступил в РККА;

207. Плющевский-Плющик, Григорий Александрович, добровольно вступил в РККА;

208. Пневский, Николай Вячеславович, добровольно вступил в РККА;

209. Попов, Василий Фёдорович, добровольно вступил в РККА;

210. Попов, Виктор Лукич, служил в белых и национальных армиях;

211. Попов, Николай Иванович, добровольно вступил в РККА;

212. Путята, Григорий Васильевич;

213. Радус-Зенкович, Лев Аполлонович, добровольно вступил в РККА;

214. Раттэль, Николай Иосифович, добровольно вступил в РККА;

215. Ремезов, Александр Кондратьевич, добровольно вступил в РККА;

216. Рыбаков, Иван Иванович;

217. Рыльский, Константин Иосифович, добровольно вступил в РККА;

218. Савченко, Сергей Николаевич, добровольно вступил в РККА;

219. Савченко-Маценко, Лев Иванович, добровольно вступил в РККА;

220. Самойло, Александр Александрович, добровольно вступил в РККА;

221. Сапожников, Николай Павлович, добровольно вступил в РККА;

222. Саттеруп, Дмитрий Вадимович (Владимирович), добровольно вступил в РККА;

223. Свалов, Павел Николаевич;

224. Свечин, Александр Андреевич, добровольно вступил в РККА;

225. Сегеркранц, Сергей Карлович, добровольно вступил в РККА;

226. Седачев, Владимир Константинович, добровольно вступил в РККА;

227. Селиверстов, Иван Иванович, добровольно вступил в РККА;

228. Сельский, Вячеслав Александрович;

229. Семёнов, Николай Григорьевич, добровольно вступил в РККА;

230. Сергиевский, Дмитрий Дмитриевич, добровольно вступил в РККА;

231. Серебренников, Иван Константинович;

232. Серебрянников, Владимир Григорьевич, добровольно вступил в РККА;

233. Сиверс, Яков Яковлевич;

234. Сокиро-Яхонтов, Виктор Николаевич (Дмитрий), служил в белых и национальных армиях;

235. Соковнин, Всеволод Алексеевич, добровольно вступил в РККА;

236. Соковнин, Михаил Алексеевич, добровольно вступил в РККА;

237. Солнышкин, Михаил Ефимович, добровольно вступил в РККА;

238. Стааль, Герман Фердинандович, служил в белых и национальных армиях;

239. Стаев, Павел Степанович, добровольно вступил в РККА;

240. Стойкий, Владимир Иосафович, добровольно вступил в РККА;

241. Суворов, Андрей Николаевич, добровольно вступил в РККА;

242. Сулейман, Николай Александрович, добровольно вступил в РККА;

243. Сушков, Владимир Николаевич, добровольно вступил в РККА;

244. Сытин, Павел Павлович, добровольно вступил в РККА;

245. Таубе, Сергей Фердинандович, добровольно вступил в РККА;

246. Тигранов, Леонид Фаддеевич (Левон Татевосович Тигранян);

247. Тихменев, Юрий Михайлович (Георгий), добровольно вступил в РККА;

248. Томилин, Сергей Валерианович, добровольно вступил в РККА;

249. Ушаков, Константин Михайлович, добровольно вступил в РККА;

250. Фастыковский, Михаил Владиславович, добровольно вступил в РККА;

251. Федотов, Александр Ипполитович, добровольно вступил в РККА;

252. Филатов, Николай Михайлович;

253. Фисенко, Михаил Сергеевич;

254. Хвощинский, Георгий Николаевич, добровольно вступил в РККА;

255. Хенриксон, Николай Владимирович, добровольно вступил в РККА;

256. Цыгальский, Михаил Викторович, добровольно вступил в РККА;

257. Чаусов, Николай Дмитриевич, добровольно вступил в РККА;

258. Черемисинов, Владимир Михайлович, добровольно вступил в РККА;

259. Черепенников, Алексей Иванович, добровольно вступил в РККА;

260. Шелехов, Дмитрий Александрович, добровольно вступил в РККА;

261. Шеманский, Анатолий Дмитриевич, добровольно вступил в РККА;

262. Шемякин, Константин Яковлевич, добровольно вступил в РККА;

263. Эзеринг, Карл Иванович, добровольно вступил в РККА;

264. Эйгель, Николай Матвеевич;

265. Энвальд, Михаил Васильевич;

266. Энгель, Виктор Николаевич;

267. Ягодкин, Павел Яковлевич, добровольно вступил в РККА;

268. Якимович, Александр Александрович, добровольно вступил в РККА;

269. Яковлев, Александр Алексеевич, добровольно вступил в РККА;

### Генерал-майоры, окончившие Михайловскую артиллерийскую академию
270. Гродский, Георгий Дмитриевич;

271. Деханов, Владимир Николаевич;

272. Дурляхов, Ростислав Августович (Дурляхер Роберт Августович);

273. Козловский, Давид Евстафьевич, добровольно вступил в РККА;

274. Михайлов, Вадим Сергеевич;

275. Сапожников, Алексей Васильевич;

276. Свидерский, Григорий Алексеевич;

277. Смысловский, Евгений Костантинович;

278. Столбин, Борис Иванович;

279. Фёдоров, Владимир Григорьевич;

280. Цытович, Николай Платонович;

### Генерал-майоры, окончившие Николаевскую инженерную академию
281. Голенкин, Фёдор Ильич, добровольно вступил в РККА;

282. Овчинников, Алексей Константинович;

283. Шошин, Алексей Петрович;

284. Яковлев, Виктор Васильевич;

### Флотские генерал-майоры
285. Матвеевич, Николай Николаевич;

286. Шершов, Александр Павлович;

287. Шталь, Александр Викторович;

### Генерал-майоры старой армии
288. Апышков, Владимир Петрович, добровольно вступил в РККА;

289. Аргамаков, Николай Николаевич, служил в белых и национальных армиях;

290. Баранов, Михаил Валерьянович;

291. Беляев, Сергей Тимофеевич;

292. Беркалов, Евгений Александрович;

293. Блавдзевич, Николай Павлович, добровольно вступил в РККА;

294. Бойно-Родзевич, Виталий Павлович;

295. Брилкин, Александр Дмитриевич, служил в белых и национальных армиях;

296. Бурман, Георгий Владимирович;

297. Владиславский-Крекшин, Николай Леонидович;

298. Высочанский, Николай Григорьевич;

299. Гантимуров, Алексей Гаврилович;

300. Голицинский, Александр Николаевич;

301. Горецкий, Константин Ефимович;

302. Гун, Василий Васильевич;

303. Дединцев, Николай Георгиевич;

304. Дмитриевский, Евгений Николаевич, служил в белых и национальных армиях;

305. Дроздов, Николай Фёдорович, добровольно вступил в РККА;

306. Жолтиков, Александр Семёнович, служил в белых и национальных армиях;

307. Зундблад, Александр Оскарович, добровольно вступил в РККА;

308. Иванов, Александр Михайлович, добровольно вступил в РККА;

309. Киселёв, Леонид Петрович;

310. Корнилович, Борис Константинович;

311. Костин, Вячеслав Данилович;

312. Крыжановский, Николай Николаевич;

313. Лепик, Иван Фомич;

314. Логофет, Дмитрий Николаевич;

315. Микеладзе, Вячеслав Артемьевич;

316. Михайловский, Иван Петрович;

317. Никитин, Александр Владимирович;

318. Николаев, Александр Панфомирович, добровольно вступил в РККА;

319. Николаев, Владимир Иванович;

320. Петровский, Козьма Тимофеевич;

321. Позоев, Георгий Аветикович (Позоян);

322. Секретев, Александр Степанович, служил в белой армии;

323. Сиверс, Александр Михайлович;

324. Соболев, Александр Васильевич, добровольно вступил в РККА;

325. Солонина, Андрей Андреевич;

326. Станкевич, Антон Владимирович, добровольно вступил в РККА;

327. Чижевский, Леонид Васильевич, добровольно вступил в РККА;

328. Шепелев, Павел Васильевич;

329. Эпов, Михаил Васильевич, генерал-майор с 6.01.1919, ровно через год перешёл к красным;

330. Ястребов, Илларион Константинович;

331. Яхонтов, Ростислав Николаевич;

332. Давлетшин, Абдулазиз Абдуллович;

333. Слащёв, Яков Александрович

## Генералы старой армии без указания точного звания

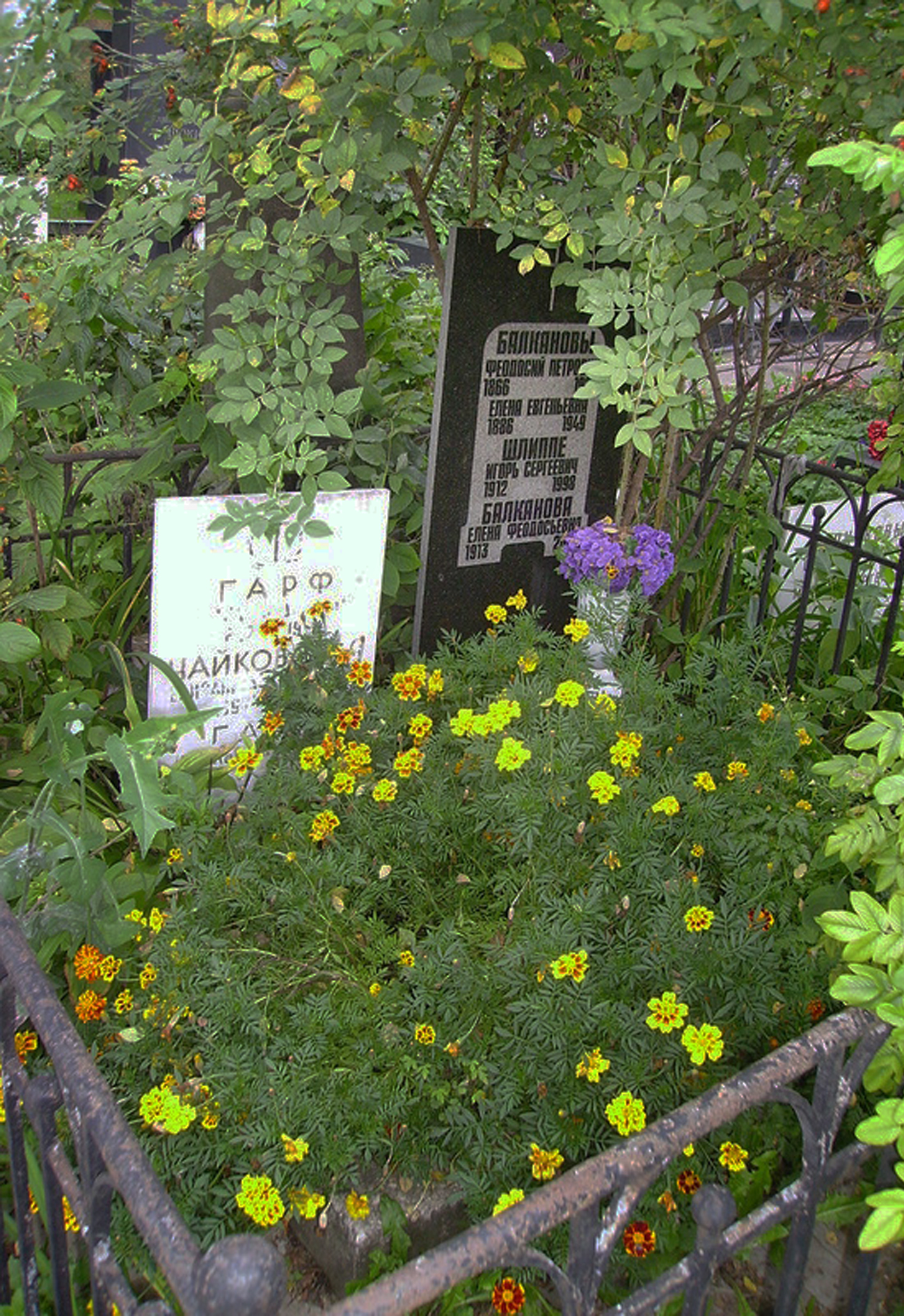
Могила Ф. П. Балканова на Новодевичьем кладбище в Москве

332. Абалешев, Александр Александрович, генерал-лейтенант;

333. Бабченко А. А.;

334. Багговут, Николай Николаевич, генерал-лейтенант;

335. Балашов, Иван Степанович, генерал-майор;

336. Балканов, Феодосий Петрович, генерал-майор;

337. Банков С. Н.;

338. Башинский, Ромил Иванович, генерал-майор;

339. Богдановский, Михаил Андреевич, генерал-майор;

340. Боярский, Сергей Николаевич, генерал-майор;

341. Бутыркин, Сергей Николаевич, генерал-майор;

342. Вальтер, Леонид Владимирович, генерал-майор;

343. Габин, Николай Иванович, генерал-майор;

344. Гладкий, Степан Васильевич, генерал-майор;

345. Гладков, Пётр Дмитриевич, генерал-майор;

346. Донс В. А.;

347. Зейц, Карл-Генрих-Роберт Флорентинович, полковник;

348. Ивашкевич, Анатолий Викторович, генерал-майор;

349. Калинин, Михаил Евдокимович, генерал-майор;

350. Калугин, Николай Иванович, генерал-майор;

351. Карачан, Иван Рафаилович, генерал-майор;

352. Карачун, Григорий Иванович, генерал-майор;

353. Квадри, Владимир Викторович, генерал-лейтенант;

354. Корольков, Алексей Львович, генерал-лейтенант;

355. Костицын, Тихон Дмитриевич, генерал-майор;

356. Кренке, Александр Константинович, генерал-майор;

357. Кушниров, Михаил Алексеевич;

358. Лазаревич, Юрий Сергеевич, генерал-майор;

359. Ломиковский, Константин Владиславович, генерал-майор;

360. Лысенко, Лев Сергеевич, полковник (?);

361. Маврин, Александр Михайлович, полковник (?);

362. Мокасей-Шибинский, Григорий Григорьевич, генерал-майор;

363. Маркевич, Антон Игнатьевич, генерал-майор;

364. Мухин, Фёдор Фёдорович, генерал-майор;

365. Никольский, Вячеслав Николаевич, генерал-майор;

366. Носов, Александр Дмитриевич, генерал-майор;

367. Орлов, Михаил Николаевич, генерал-майор;

368. Панпушко, Владимир Васильевич, генерал-майор;

369. Пыхачев, Виктор Аполлонович, генерал-майор;

370. Радкевич, Михаил Михайлович, генерал-майор;

371. Рафалович, Николай Фердинандович, генерал-майор;

372. Руктешель, Александр Константинович, генерал-майор;

373. Саткевич, Александр Александрович, генерал-майор;

374. Серебренников, Николай Павлович, генерал-майор;

375. Симановский, Иван Дмитриевич, генерал-майор;

376. Ставицкий, Иван Павлович, генерал-майор;

377. Старов, Владимир Павлович, генерал-майор;

378. Транквилевский, Михаил Петрович, генерал-майор;

379. Трофимов, Василий Михайлович, генерал-майор;

380. Фёдоров, Иван Игнатьевич;

381. Цабель, Сергей Александрович, генерал-майор;

382. Шашковский Е. Е.;

383. Шварц, Алексей Владимирович, генерал-лейтенант;

384. Шмидт, Артур Адольфович, генерал-майор;

385. Эльснер, Николай Евгеньевич, генерал-майор;

## Вице-адмиралы
386. Максимов, Андрей Семёнович;

## Контр-адмиралы
387. Альтфатер, Василий Михайлович;

388. Киткин, Пётр Павлович;

389. Немитц, Александр Васильевич;

390. Зарубаев, Сергей Валериянович;
- Зеленой, Александр Павлович